# Saint-Sulpice-de-Guilleragues
Saint-Sulpice-de-Guilleragues é uma comuna francesa na região administrativa da Nova Aquitânia, no departamento da Gironda. Estende-se por uma área de 6,79 km². Em 2010 a comuna tinha 233 habitantes (densidade: 34,3 hab./km²).